# Lista de personagens de Chico Bento Moço
Abaixo está a lista de personagens de Chico Bento Moço, um jovem que busca cursar Engenharia Agrônoma,para ajudar a melhorar a vila onde ele sempre morou. Na faculdade,ele conhece novos amigos e vive várias aventuras,nessa nova fase de sua vida, como lidar com a notícia de um filho ,com uma assombração num laboratório,um vírus e muitas outras loucuras.

## Moradores de Vila Abobrinha

### Chico Bento
Francisco Antonio Bento (Chico Bento) tem 18 anos, é filho de Seu Bento e Dona Cotinha. Sua vida ganha um novo rumo quando deixa a roça em busca do sonho de ser engenheiro-agrônomo. Vai para a cidade de Nova Esperança, onde experimenta como é viver e estudar longe da família e da vida simples no campo. Ele perde seu sotaque caipira e mais moderno. Na faculdade, recebeu o apelido de "Goiabento". Com as dificuldades financeiras de sua família, começou a dividir seu tempo entre a faculdade e vários trabalhos temporários, o que o levou a abandonar temporariamente sua república em busca de uma moradia mais barata (Ele parece ter voltado à república na edição 11).

### Rosinha
Rosinha tem 17 anos e é uma moça linda e ao mesmo tempo tímida e doce. É extremamente apaixonada pelo Chico Bento. O seu sonho é ser veterinária, e para alcançá-lo vai estudar na faculdade de Campos Verdes. Mora atualmente com sua tia, que implica constantemente com ela, e seus dois primos adolescentes.

### Zé da Roça
Zé da Roça tem 18 anos e é um rapaz muito estudioso e inteligente. Ele vai cursar pedagogia na cidade de Presidente Fonseca. O seu sonho é voltar a Vila Abobrinha e modernizar o ensino da região, seguindo os passos da sua ex-professora Marocas.

### Hiro
Hiro possui 18 anos. Seu nome verdadeiro é Hiroshi. Assim como seu melhor amigo, Zé da Roça, Hiro também é muito estudioso e inteligente. Também vai estudar em Presidente Fonseca, mas em outra área: como ele é bom em Matemática, vai cursar Engenharia Civil.

### Primo Zeca
José "Zeca" Carlos Bento Jr. é o primo de Chico Bento. É o "primo da cidade". Possui 19 anos e, desde pequeno, é apaixonado por tecnologia e, às vezes, sentia-se deslocado quando ia para Vila Abobrinha. Ele estuda robótica também em Nova Esperança.

### Zé Lelé
José "Zé Lelé" Leocádio tem 18 anos e continua sendo muito tranquilo, distraído e companheiro. Ele resolveu ajudar o pai no sítio e permanecer na roça, pois pensa que não nasceu para viver na cidade grande porque adora a vida no campo. Na edição 7, ao tentar visitar Chico em Nova Esperança, Zé Lelé conheceu Francis, colega de faculdade de Chico, e parece ter uma quedinha por ela. Atualmente ficou amigo de uma onça, que batizou de "Oncisvarda".

### Genésio
O filho do coronel só cresceu em arrogância. Agora, com 19 anos, vai estudar fora do Brasil e continua contando vantagem por seu pai ser muito rico e ter muitas posses. Na edição 10, seu pai descobriu que Genésio estava gastando tempo e dinheiro com farra, bebida e mulheres em vez de estudar e o transferiu para a mesma faculdade do Chico. É quase certo que Genésio é o pai do bebê que Anna, sua ex-namorada vinda dos Estados Unidos, está esperando. Na edição 13, é revelado que o coronel acredita que Genésio é o pai do bebê de Anna, e por isso quer pagar a garota para ela abrir mão da criança quando ela nascer, para que ele crie o neto, mas Anna se recusa a abrir mão do filho.

### Dona Marocas
Dona Marocas, hoje com 43 anos, é diretora do colégio da Vila Abobrinha e sente muito orgulho do trabalho que teve na educação de seus ex-alunos, de quem é grande amiga e, às vezes, conselheira.

## Moradores de Nova Esperança

### Jura
Atual colega de república de Chico. Gosta de ouvir música bem alta (especialmente rock), é desorganizado e tinha o hábito de roubar comida da marmita de seus colegas. Inicialmente zombava do sotaque caipira de Chico, mas os dois acabam se tornando bons amigos. Com a saída de Chico da república quando o valor do aluguel aumentou, ele e os demais colegas ainda consideram Chico parte da república e torcem para que um dia ele possa voltar, o que aconteceu por volta da edição 11, na qual Jura ajudou Chico a provar que não era o pai do bebê de Anna. Seu nome verdadeiro é Jurandir (daí o apelido).

### Jácomo
Outro colega de república de Chico. Foi o primeiro a fazer amizade com Chico, após os dois descobrirem que se sentiam deslocados por não tentarem se aproximar dos outros moradores. Está acima do peso e sempre com um lanche à mão, mas divide a comida com os outros quando precisam. Com a saída de Chico da república quando o valor do aluguel aumentou, ele e os demais colegas ainda consideram Chico parte da república e torcem para que um dia ele possa voltar, o que aconteceu por volta da edição 11.

### Lee
Terceiro colega de república de Chico. Sua família é de origem coreana (ele se irrita sempre que Jura diz que são japoneses). É extremamente estudioso e exige silêncio, o que inicialmente o manteve afastado de seus colegas, mas acabou se tornando um grande amigo de todos. Com a saída de Chico da república quando o valor do aluguel aumentou, ele e os demais colegas ainda consideram Chico parte da república e torcem para que um dia ele possa voltar, o que aconteceu por volta da edição 11.

### Francis
Colega de turma de Chico na faculdade. Veio da França (por isso recebeu dos veteranos o apelido "Francis"), e tem uma certa dificuldade com o português, por isso começou a ter aulas de português com o Chico. É uma jovem gentil, tímida e educada. Tem uma quedinha por Chico, que tenta disfarçar (mas não consegue muito bem). Seu nome verdadeiro é Violette (em algumas edições, aparece como "Violete"). Sofreu uma decepção na edição 10, ao descobrir que Chico tinha namorada; ainda assim, ao ver Rosinha ser rude e desconfiada com Chico na edição 13, ela finalmente o pediu em namoro, mas Chico disse que a considera só uma grande amiga. Apesar de seus sentimentos, foi ela quem convenceu Rosinha a acreditar em Chico e não abandoná-lo.Na edição 37 ela perdeu uma parte da perna, por culpa de um experimento de Genésio.

### Bombeta
Colega de turma de Chico na faculdade. É bem-humorado, atrapalhado, tem cabelo comprido e anda sempre com um boné (quando não está com o chapéu de calouro). Seu nome verdadeiro é Bonifácio (daí o apelido "Bombeta"). Ele tem mais amizade com Chico e vive discutindo com Ferrugem, colega de Chico e moça de personalidade forte.

### Zé da Rússia
Colega de turma de Chico na faculdade. Veio da Rússia, e assim como Francis, começou a ter aulas de português com o Chico. É alto e forte, mas calmo e amigável. Seu nome verdadeiro é Dimitry Zedadinov (o apelido "Zé" veio de parte de seu sobrenome). Em geral é ele quem protege o Chico e cia. de valentões e espertinhos.

### Yo
Colega de turma de Chico na faculdade. Usa óculos e está um pouco acima do peso. É uma garota que adora cultura pop, como cinema e música (daí o apelido "Yo"), e por várias vezes deu sugestões de estágios para o Chico. Seu nome verdadeiro é Yasmin. É muito amigável e uma das poucas que quis ajudar Chico na edição 11 ( O Filho do Chico ), ela até ofereceu para ser madrinha.

### Ferrugem
Colega de turma de Chico na faculdade. Tem sardas no rosto e cabelo vermelho (daí o apelido "Ferrugem"). De gênio forte e sincero, costuma discutir bastante com Bombeta e dar tapas atrás da cabeça dele, embora os dois sejam amigos. Bonita, age mais do que fala e sempre fala o que vem a cabeça. É a única colega de turma do Chico cujo nome verdadeiro ainda não foi revelado.

### Vespa
Colega de turma de Chico na faculdade. É o principal antagonista nas primeiras edições, tendo ciúme da popularidade que o Chico tem entre os colegas de turma, e por isso está sempre provocando-o e faz de tudo para tentar prejudicá-lo. Usa franja "emo" e cabelo preto raspado nas laterais da cabeça e tem olhos azuis. Seu nome verdadeiro é Vespasiano (daí o apelido "Vespa"), e tem o hábito de zumbir quando fica irritado (como uma vespa). Na edição 9, é sugerido que ele pode ter uma quedinha por Francis (o que justificaria ainda mais seu ciúme de Chico). Mas depois com a chegada do Genesinho e da Anna que causou muitas confusões pro Chico e pra Rosinha brigarem, parecia que o Vespa ia se aproveitar da briga dos dois, mas ao contrario, o Vespa junto com a Francis, ajudou o Chico a fazer as pazes com a Rosinha.

### Anna Rumble
Apareceu pela primeira vez na edição 11. Foi namorada de Genésio (a quem chamava de "Gene") nos Estados Unidos, até ele ser levado de volta ao Brasil pelo pai. Anna aprendeu a falar português e usou todo seu dinheiro para viajar atrás de seu namorado, mas descobriu que ele não se importava mais com ela. Anna depois revelou estar grávida, mas quando Genésio a acusou de tentar dar o "golpe da barriga", ela disse que Chico (que a ajudou a achar onde morar na cidade) era o pai do bebê. Apesar de ninguém acreditar no Chico quando ele negou a história, ele e Jura acabaram descobrindo que Anna já estava grávida antes de chegar ao Brasil e que ela só disse o que disse para causar ciúmes no Genésio, mas os dois a convencem a contar a verdade. Ela parece realmente amar Genésio, embora Ferrugem tenha observado que, assim como o ex-namorado, Anna também tem um lado esnobe e materialista. Na edição 14, é revelado que Anna começou a trabalhar em uma lanchonete para pagar suas despesas. Também foi revelado que seu sobrenome é Rumble e que tem um irmão mais velho, Jack, que é major nas Forças Especiais dos Estados Unidos e viajou ao Brasil para conhecer o pai do filho de Anna.